# 直通便 (航空)
直通便（direct flight）とは二地点を同一便名で飛行する航空便のこと。必ずしも二空港間を直行するわけではなく、途中の空港に寄航したり、更に寄航地で乗換えをしなければならないこともある。途中の空港には給油の為に寄航するだけの場合(テクニカルランディング)と、乗客の乗降もあわせて行う場合とがある。よく直行便（non-stop flight）と混同されるが、直行便は、直通便のうち、途中どこにも寄航しない飛行のことを指す。また直通便に対して、途中で便名が変わるものは接続便と呼ばれる。
米国においては「直通便」という語は法令で使われる用語ではないが、1970年代より「公式航空便覧（Official Airline Guide）」において、「同一便名で運行される飛行」とだけ定義されている(それ以前は機材変更を伴わない場合に限って直通便としていた)。従って、直通便でも途中で機材変更や、果ては運航会社までもが変わる場合がある。ただ接続便とは異なり、直通便の場合、機材変更を伴う場合でも連絡を密にしていることがほとんど。例えばA空港からC空港までを途中B空港で機材変更をして運航する直行便の場合、A空港からB空港への便が到着しない限り、B空港からC空港への便は出航しない。また乗換えが必要な場合でも、B空港内の搭乗口同士がなるべく近い位置になるよう考慮されている。
機材変更を伴わない場合、機内にそのままいられるかどうかは、航空会社、空港、当該国の法令による。例えば給油目的のみで途中寄航する際は、機外に出られないことが多い。一方乗客の入れ替えがある際は、警備上の都合や、乗客数を確認するため、一度機外に出なければならないことがある。また、同時に乗務員の入れ替えをすることもある。
似たような例で、各地から拠点空港(ハブ空港となっている場合が多い)まで便を集め、そこからの出発便に接続をとる運航方式をとることがある。ただし、直通便ほど到着便と接続便との乗り継ぎは考慮されない。到着便には別々の便名が割り当てられており、中に到着の遅れた便があっても、定時になれば接続便を出航させてしまう。